# Kapsejladsen 2013
Kapsejladsen 2013 var den 23. udgave af Kapsejlads på Aarhus Universitet. Stævnet blev afholdt 25. april 2013 og foregik i tre indledende heats og et finaleheat.
Dommerne ved kapsejladsen 2013 var Esben Bjerre Hansen og Peter Falktoft fra radioprogrammet Monte Carlo på P3

## Holdudvælgelse og træning
Sejladsen havde deltagelse af 12 deltagerhold/festforeninger. Umbilicus, medicinernes festforening, er direkte kvalificeret som arrangør af arrangementet, og Økonomisk Forening er kvalificeret som forsvarende mester. Alle hold er udvalgt af Forretningsudvalget i Umbilicus til at deltage.
| Forening              | Sejlads nr.* | Hidtil bedste placering                                      |
| --------------------- | ------------ | ------------------------------------------------------------ |
| Politologisk forening |              | Nr. 2                                                        |
| Juridisk Selskab      |              |                                                              |
| Ambrosia              |              |                                                              |
| HUMBUG                |              |                                                              |
| Psykologerne          |              | 2 (2013)                                                     |
| Ingeniørerne          |              | 2 (2012)                                                     |
| Umbilicus             | 14           | Nr. 1 (2000, 2001, 2003, 2004, 2005, 2007, 2008, 2010, 2013) |
| Økonomisk Forening    |              | Nr. 1 (2006, 2009, 2011, 2012)                               |
| Svederen (lærerne)    |              |                                                              |
| Idræt                 |              | Nr. 1 (2002)                                                 |
| Apollonia             |              | Nr. 3 (2013)                                                 |
| TÅGEKAMMERET          | 14           |                                                              |
| * Siden år 2000       |              |                                                              |

## Sejladsen

### Format
De 12 deltagende hold sejlede først i en indledende runde med tre heats á fire hold. Det bedste hold fra hver heat gik videre til finalen om det gyldne bækken samt anden og tredjepladsen. Holdene, der ikke gik videre fra de indledende heat, rangeres kun efter heatplacering og således ikke i en samlet rækkefølge.

### Indledende heats
Udtrækningen af heats til kapsejladsen 2013 blev udført den 22. marts 2013 i Samfundsfaglig Kantine på Aarhus School of Business and Social Sciences.
| Bane   |
| ------ |
| Bane 1 |
| Bane 2 |
| Bane 3 |
| Bane 4 |

| Heat 1                                |
| ------------------------------------- |
| Statskundskab - Politologisk Forening |
| Kemi - @lkymia                        |
| Medicin - Umbilicus                   |
| Økonomisk Forening                    |

| Heat 2                            |
| --------------------------------- |
| Ingeniørhøjskolen - FestUdvalgeT  |
| VIA Univercity College - Ambrosia |
| Tandlægeskolen – Apollonia        |
| Lærerstuderende – Svederen        |

| Heat 3          |
| --------------- |
| Arts – HUMBUG   |
| Psykologi       |
| Idræt – F.U.C.K |
| TÅGEKAMMERET    |

### Finale
| Placering  |
| ---------- |
| 1. Pladsen |
| 2. Pladsen |
| 3. Pladsen |

| Heat 1                     |
| -------------------------- |
| Umbilicus                  |
| Psykologi                  |
| Tandlægeskolen – Apollonia |

| Bane   |
| ------ |
| Bane 3 |
| Bane 1 |
| Bane 2 |

## Underholdning
Årets konferencier var Monte Carlo, der efterfulgte rollerne som konferenciers efter Dennis Ritter og Jørgen Leth. Monte Carlo, der er kendt fra P3 og senest fra TV-programmet Monte Carlo elsker Putin, er en tilbagevenden til komikere som konferenciers efter Ritter og Leth havde stafetten i 2012.
Ligesom de foregående fire år blev det i denne udgave af kapsejladsen muligt at oddse på udfaldet, hvor TÅGEKAMMERET traditionen tro får de dårligste odds på NordicBet.
Som optakt spillede Aarhus Studenterradio, der blev sendt i højtalerne i parken mellem 10 og 14, hvorefter de fortsatte med at sende live under selve sejladsen, hvor konferencierne dog overtog i højtalerne i parken. Århus Studenterradio stod desuden for en række konkurrencer, herunder pælesidning og det efterhånden traditionelle nøgenløb, hvor man kunne vinde gode præmier, heriblandt en billet til Roskilde Festival 2013.

### Efterfest
Efterfesten blev afholdt i Klubben på ASB med blandt andre Wafande og Mike Hawkins. I slutningen af februar blev det desuden offentliggjort, at Dúné skulle spille til afterparty.

## Tilskuere
Facebook er efterhånden blevet en stor kilde til information om arrangementet. Den store deltagerstrøm kan følges her, hvor eventet, der blev oprettet 12. februar 2013 allerede efter et døgn havde tilsagn fra over 7.000 om deltagelse i årets sejlads.

## Praktiske forhold
Ca. 20.000 personer mødte op til kapsejladsen 2013. Den stigende interesse for arrangementet betyder, at universitetsparken bliver udsat for stort slid, hvilket i 2013 fik Aarhus Universitet til at opfordre til ikke at medbringe telte på pladsen. Det har ellers været en stigende tendens at overnatte i universitetsparken natten til arrangementet for at sikre de bedste pladser til sejladsen.